# Bank Respublika Arena
El Bank Respublika Arena anteriormente llamado Alinja Arena es un estadio de fútbol situado en el municipio de Masazır, a las afueras de Bakú, Azerbaiyán. El recinto posee una capacidad para 9,000 personas y es utilizado por el club Sabah Futbol Klubu de la Liga Premier de Azerbaiyán.
El recinto fue inaugurado el 3 de octubre de 2014 y contó con la presencia del Presidente del país Ilham Alíyev.
El estadio albergó la final de la Copa de Azerbaiyán de la temporada 2020–21, entre el Keshla FK y Sumgayit FK (2–1).
El Bank Respublika Arena cumple con los criterios de Categoría 3 de la UEFA para competiciones y partidos internacionales de clubes.